# Cvitkovič
Cvitkovič je priimek v Sloveniji, ki ga je po podatkih Statističnega urada Republike Slovenije na dan 1. januarja 2010 uporabljalo 171 oseb in je med vsemi priimki po pogostosti uporabe uvrščen na 2.583. mesto.

## Znani nosilci priimka
- Alojz Cvitkovič, kronist
- Jan Cvitkovič (*1966), režiser